# Tatort: Müll
Müll ist ein Fernsehfilm aus der Krimireihe Tatort. Der vom WDR produzierte Beitrag wurde am 20. April 2008 im Ersten Programm der ARD ausgestrahlt. Es ist der 40. Fall des Ermittler-Teams Max Ballauf und Freddy Schenk und die 695. Tatortfolge.

## Handlung
Nach einem Feuer auf einer Müllkippe wird eine verstümmelte Frauenleiche gefunden. Kopf und Arme wurden abgetrennt, um eine Identifizierung zu verhindern. Wäre der Brand nicht ausgebrochen, hätte man die unter dem Müll versteckte Leiche möglicherweise nie gefunden.
Die Kommissare Max Ballauf und Freddy Schenk ermitteln und nehmen zunächst den Recyclinghof unter die Lupe. Dieser geriet in der Vergangenheit als Opfer eines erpresserischen Müllskandals in die Schlagzeilen, in dessen Folge es bereits eine Brandserie gab. Größere Betriebe versuchten, die kleineren Unternehmen durch mafiaähnliche Methoden zur Aufgabe zu zwingen. Nach Aussage des Betreibers Peter Esser ist das Gelände nachts verschlossen, sodass Unbefugte keinen Zutritt hätten. Doch so wie es aussieht, haben schon länger illegale Müllsammler ein „Schlupfloch“ entdeckt, um sich Dinge für den Flohmarkt zu besorgen. Einer dieser Leute ist der eigenbrötlerische Willy, der in Ballaufs Nachbarschaft wohnt und mit dem der Kommissar vor kurzem buchstäblich „kollidiert“ war.
Ballauf und Schenk konzentrieren sich weiter auf die Recyclingfirma, denn der seit Jahren bestehende Prozess um die „Müllmafia“ beschäftigt die Justiz noch immer. Essers Sekretärin ist seit kurzem verschwunden und sollte zu einer wichtigen Zeugin der Anklage werden. Staatsanwalt von Prinz möchte, dass seine Kommissare dieser Spur unbedingt nachgehen. Die Ermittlungen bringen zu Tage, dass Esser seine Sekretärin zu Hause aufgesucht hatte und lautstark mit ihr gestritten hat. Somit wird er unter dringendem Tatverdacht in Untersuchungshaft genommen, da die Ermittler vermuten, dass die Tote die verschwundene Sekretärin ist.
Schenk beschäftigt sich parallel mit dem Verschwinden von Michaela Weber. Ihr Sohn Dennis vermisst sie seit zwei Tagen, und da Schenk den jungen Mann bei einer Zeugenbefragung kennengelernt hatte, möchte er ihn gern beruhigen. Dennis wohnt zusammen mit seiner Mutter auf dem Gelände der Gärtnerei seines Vaters. Seine Eltern haben sich getrennt, worunter der Junge noch immer leidet. Sein Vater wohnt mit seiner Freundin Kaja Krumme im Haupthaus. Sie war es auch, die den Brand gemeldet hatte, denn die Gärtnerei liegt in unmittelbarer Nachbarschaft des Recyclinghofs. Aufgrund des Verschwindens von Dennis Mutter bittet Schenk um Genmaterial, woraufhin Kaja Krumme eine Haarbürste aus dem Haus holt. Die Überprüfung ist allerdings negativ, sodass weiterhin davon ausgegangen wird, dass es sich bei der Toten um Essers Sekretärin handelt. Bei einer dortigen Hausdurchsuchung wurde kein verwertbares Genmaterial gefunden, was die Identifizierung der Toten noch immer offenhält.
Eine Reifenspur am „Schlupfloch“ des Recyclinghofs führt Schenk zu Willy. Dieser gibt zögerlich zu, den Beginn des Brandes gesehen zu haben. Es hätte eine Explosion gegeben und deshalb hätten er und die anderen Müllsammler den Ort fluchtartig verlassen. Schenk spürt jedoch, dass ihm Willy irgendetwas verheimlicht. Später findet Ballauf heraus, dass Willy beim Müllsammeln einen abgetrennten Arm gefunden und sich den Ring vom Finger der Hand mitgenommen hat. Das kostet ihn am Ende sein Leben, denn er wird überfallen und stirbt an den Folgen.
Der Brandermittler hat inzwischen herausgefunden, dass der Brand durch eine Verpuffung von brennbarem, dort gelagertem Material entstanden ist, ausgelöst durch einen Schwelbrand. So ist zu vermuten, dass der Mörder zunächst versucht hatte, sein Opfer zu verbrennen, was ihm nicht gelang. Erst danach hat er Kopf und Glieder abgetrennt. Durch glimmende Kleiderreste konnte sich der Schwelbrand entwickeln. Für Ballauf und Schenk sprechen diese Indizien weiter gegen Esser, der vehement leugnet, seiner Sekretärin etwas angetan zu haben. Nachdem der Gerichtsmediziner eine radioaktive Verseuchung der Leiche feststellt, was darauf hindeutet, dass der Recyclinghof illegal belasteten Müll angenommen hat, gibt Esser zu, den Sondermüll über seine Firma entsorgt zu haben. Seine Sekretärin würde sich deshalb vor der „Müllmafia“ versteckt halten, da ihre Aussage vor Gericht ihnen beiden sehr schaden würde.
Somit lassen Ballauf und Schenk auch den zweiten Vermisstenfall nicht außer Acht und finden heraus, dass ihnen Kaja Krumme eine eigene Haarprobe gegeben hatte, damit man das Opfer nicht als Michaela Weber identifizieren kann. Mit großem Polizeiaufgebot wird das Gelände der Gärtnerei durchsucht und unter einer der von Kaja Krumme frisch gepflanzten Tannen der Kopf des Opfers gefunden. Mit diesem Indiz konfrontiert, gibt Webers Lebensgefährtin zu, ihre Rivalin umgebracht zu haben. Nachdem Frank Webers Ehefrau stets Einfluss auf ihre neue Beziehung nehmen konnte und immer wieder präsent war, fasste Krumme den Entschluss, das Problem zu beseitigen. Während des Geständnisse gibt sie auch zu, Willy aufgesucht zu haben, um den Ring zurückzuholen. Dabei wollte sie ihn mit einem Elektroschocker betäuben. Aufgrund zweier in der Vergangenheit erlittener Herzinfarkte verlief dies für ihn leider tödlich.

## Hintergrund
Der Film wurde vom 27. Februar 2007 bis 28. März 2007 in Köln gedreht. Als Dienstwagen wird von KHK Schenk in diesem Tatort eine von den Behörden bei einem Straftäter beschlagnahmte schwarze Corvette (Baujahr 1964) genutzt.

## Rezeption

### Einschaltquoten
Die Erstausstrahlung von Müll am 20. April 2008 wurde in Deutschland von 8,56 Millionen Zuschauern gesehen und erreichte einen Marktanteil von 24,8 Prozent für Das Erste.

### Kritiken
Bei Stern.de beurteilt Franz Solms-Laubach den Krimi als „ein solide gemachter, aber von der Struktur her langweiliger Film“ und meint: „Selten war ein Tatort so schmutzig wie die neue Folge vom Rhein. Kein Wunder, die Episode heißt ja auch ‚Müll‘. Da wundert es niemanden, wenn Klaus J. Behrendt als Kommissar Ballauf mit beiden Händen im Dreck wühlen muss, um die Identität einer kopflosen Frauenleiche zu klären. Die Sache stinkt eben zum Himmel. […] Bis zum bitteren Ende ist der Zuschauer mit seinen Ermittlungen weiter als die ziemlich planlosen Kommissare Ballauf und Schenk. Völlig unverständlich, auch keineswegs menschlich, ist die Ermittlungspanne, die den Krimi auf neunzig Minuten verlängert. Man muss kein Haarspalter sein, um sie sofort zu entdecken.“

„Der Kölner [Kaspar Heidelbach] scheint geradezu vernarrt ins heimische Rhein-Panorama, denn die malerisch gegenüber dem Dom aufgebaute Wurstbraterei, seit Jahren ein wichtiger Schauplatz im Kölner 'Tatort', wird hier reichlich genutzt. Das ist doch ein bisschen viel Folklore, aber dafür wird das Privatleben der Kommissare eher zur Nebensache.“

„Er hat seine Momente, dieser 'Tatort', wenn Willy, der Müllsammler und Messie, ausgerechnet eine Raumpflegerin als Verlobte auserwählt. Aber selbst die guten Schauspieler Elena Uhlig, Hans Diehl oder Wotan Wilke Möhring können die Geschichte nicht retten. Was bleibt, ist kein Korruptionskrimi, sondern allenfalls ein Lehrstück über das Wegwerfverhalten der Deutschen.“

### Trivia
In dieser Folge präsentiert Freddy Schenk einen besonders kultigen Dienstwagen, auf den er sichtlich stolz ist, nämlich eine dunkelblaue 1964er Corvette C2 Coupé der Marke Chevrolet. Dieses Auto ist Freddys erster Wagen mit einem H-Kennzeichen (K-C 564H).